# Самотня велосипедистка
«Самотня велосипедистка» — твір із серії «Повернення Шерлока Холмса» британського письменника Артура Конана Дойля. Уперше опубліковано Strand Magazine у 1903 році.

## Сюжет

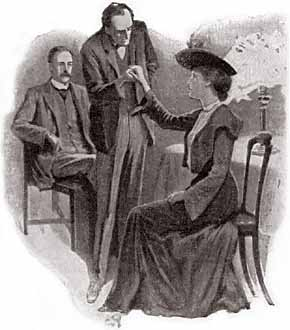
Вотсон, Холмс і міс Сміт.

До Холмса звертається міс Вайолет Сміт з Суррею, яка розповідає про незвичайний поворот у її житті. Батько Вайолет недавно помер і залишив дружину й доньку в бідності. До них надходить повідомлення, де запитується їхня адреса. Після відповіді на нього до них приходять сер Каррутерс і сер Вудлі. Вони приїхали з Південної Африки, де помер дядько міс Вайолет, містер Ральф, який, знаючи, що брат залишив у бідноті сім'ю, попросив про допомогу для міс Вайолет.
Каррутерс запропонував роботу для міс Сміт вчителя музики для своєї десятирічної доньки, пропонуючи за це вдвічі більше, ніж за цю роботу платять інші. До того ж він дозволив на вихідних навідуватися до матері. Вайолет погодилася. Все було добре, крім постійних непристойних залицянь містера Вудлі, який хотів її одружити на собі, обіцяючи багатство.
Причина, що змусила звернутись міс Сміт до детектива полягає в тому, що кожен раз, як вона їде на велосипеді від залізничної станції до матері, за нею слідує невідомий також на велосипеді. Він постійно тримає дистанцію приблизно в 200 ярдів (183 метри). Вайолет не знає, хто це, адже у переслідувача є борода, а розгледіти його не виходить, бо тільки вона зупиняється, те ж робить і він, коли вона починає їхати за ним, він тікає. Холмс запитує, чи є в неї шанувальники, міс Сміт говорить, що немає, крім Вудлі, якщо його можна так назвати. Вона підозрює Каррутерса, який хоча і є порядним джентльменом, почав до неї трохи залицятися останнім часом.
Холмс відправляє Вотсона у Суррей, щоб той дізнався яку-небудь інформацію. Доктор практично нічого не дізнається, крім того, що історія міс Сміт правда і те, що переслідувач постійно заходить і виходить до одногго й того ж придорожнього будинку. Дектив дорікає Вотсону на такі результати. Вони отримують листи від Вайолет, де вона повідомляє, що Каррутерс зробив їй пропозицію, але вона відмовилась, пояснюючи це тим, що вона заручена з чоловіком на ім'я Карил Мортон, інженером-електриком з Ковентрі.
Холмс прямує до Суррею сам, де в будинку на нього накинувся Вудлі, який хотів знати, що тут робить детектив. Господар повідомляє, що Вудлі є постійним гостем на вихідних у Чарлінгтон Хол, який здається в оренду Вільямсом, який за чутками є священиком.

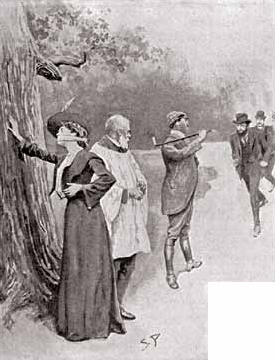
Каррутерс і Холмс зупиняють весілля

Холмс повертається додому. Вайолет повідомляє, що Каррутерс продовжує на полягати на свої пропозиції весілля. Роботодавець міс Сміт також повідомляє, що придбав кеб і тепер їй не обов'язково їхати велосипедом.
Холмс та Востон запізнюється, щоб зустріти Вайолет по дорозі, її викрадають. Вони стикаються з таємничим переслідувачем віч-на-віч. Він спочатку наставляє на них револьвер, але потім розуміє, що в них є спільна мета — врятувати міс Сміт. Велосипедист також говорить, що викрадачами є Вудлі та Вільямсон.
Чоловіки знаходять трійцю разом з Каррутерсом. Священик почав проводити весілля міс Вайолет, з кляпом у роті, та Вудлі. Велисопедист стріляє в Вудлі, поранивши його.
Усі стає на свої місця. Як виявилося дядько Ральф дійсно був у Південній Африці, але не бідним, як розповіли зловмисники. Оскільки він був неписьменний, він не склав заповіт. План шахраїв був таким, що один одружується на племінниці містера Ральфа, щоб отримати спадок. Каррутерс і Вудлі на кораблі в картах розігрують, хто одружиться з міс Вайолет, ним виявився Вудлі. Вони вплутують в історію Вільямсона, обіцяючи непогано заплатити. Але все не йде за планом: Каррутерс сам закохується у Вайолет, перехрещуючись від Вудлі. Вудлі та Вільямс викрали нещасну, коли вона їхала велосипедом, щоб швидко провести весілля.
На Вудлі та Вільямса чекає суворе покарання, на Каррутерса лише декілька місяців, бо мав менш погані наміри. Холмс заспокоює Каррутерса тим, що шлюб у виконанні Вільямсона недійсний.